# محمد شهزاد
محمد شهزاد ({{lang-ps|محمد شهزاد محمدی؛ زادهٔ ۱۰ ژانویهٔ ۱۹۸۶) بازیکن کریکت اهل افغانستان است.
از باشگاه‌هایی که در آن بازی کرده‌است می‌توان به بانک حبیب اشاره کرد.